# Aulamorphus
Aulamorphus is een geslacht van kevers uit de familie bladkevers (Chrysomelidae).
De wetenschappelijke naam van het geslacht werd in 1897 gepubliceerd door Martin Jacoby.

## Soorten
- Aulamorphus decoratus (Laboissiere, 1926)
- Aulamorphus flavipes Laboissiere, 1926
- Aulamorphus histrio Laboissiere, 1926
- Aulamorphus hollisi Jacoby, 1897
- Aulamorphus laevipennis Laboissiere, 1926
- Aulamorphus pictus Jacoby, 1906
- Aulamorphus punctatus Laboissiere, 1926
- Aulamorphus similis Laboissiere, 1926
- Aulamorphus variabilis Gahan, 1909